# Титмайер, Ганс
Йоханнес (Ганс) Бернхард Йозеф Титмайер (нем. Johannes (Hans) Bernhard Josef Tietmeyer; 18 августа 1931, Метелен, Северный Рейн-Вестфалия, Веймарская Республика — 27 декабря 2016, Кёнигштайн, Гессен, Германия) — немецкий экономист и государственный деятель, президент Немецкого федерального банка (бундесбанка) (1993—1999).

## Биография
Родился в семье инспектора государственной службы.
После окончания средней школы в Мюнстере с 1952 г. изучал католическое богословие, а с 1953 г. — экономические и социальные науки в Вестфальском университете имени Вильгельма в Мюнстере, затем — в Боннском и Кёльнском университетах. В 1958 г. ему была присвоена квалификация экономиста, а в 1961 г. в Кёльнском университете — докторская степень.
С 1959 по 1962 г. он работал управляющим директором в епископальной Кусанусверк (одним из тринадцати немецких спонсорских организаций, финансируемых федеральным министерством образования и научных исследований ФРГ). В 1962 г. он перешел в федеральное министерство экономики в качестве референта по базовым вопросам экономической политики, в 1966 г. был назначен руководителем подразделения по базовым вопросам экономической политики, а с 1973 г. — начальником первого отдела «Экономическая политика».
С 1982 по 1989 г. — государственный статс-секретарь в федеральном министерстве финансов ФРГ. В сентябре 1988 г. он стал жертвой неудавшегося покушения со стороны «Фракции Красной армии»; пистолет-пулемет нападавшего заклинило, а его небронированный служебный автомобиль был пробит только зарядом из дробовика. На переговорах по воссоединению Германии он работал советником канцлера Гельмута Коля по экономическим вопросам, возглавлял переговоры для западногерманской делегации в Германо-германском валютном союзе. Также выступал в качестве шерпы Гельмута Коля на Всемирном экономическом саммите. С 1990 г. был членом правления Бундесбанка, а с 1991 по 1993 г. — его вице-президентом.
В 1993—1999 гг. — президент Бундесбанка. Считался типичным представителем ограничительной стратегии денежно-кредитной политики, характерной для бундесбанка. Его решения по сильному повышению процентных ставок после воссоединения оспариваются рядом экономистов, которые видят в этом серьезный барьер экономического роста после Объединения Германии (1990) и называют одной из основных причин последующего кризиса. Считался противником введения единой европейской валюты, бывший канцлер Гельмут Шмидт даже обратился к нему с открытым письмом, в котором высказал жестокую критику проводимой денежно-кредитной политики, которая якобы стремилась помешать Европейскому валютному союзу.
Уйдя в отставку, до июля 2012 г. он являлся председателем попечительского совета «Инициативы новой социальной рыночной экономики» (INSM). С 2000 по 2009 г. занимал одновременно пост президента ведущей немецкой бизнес-школы — Университета экономики и права EBS в Эстрих-Винкеле. Также с 2000 года был членом наблюдательного совета BDO Deutsche Warentreuhand AG Wirtschaftsprüfungsgesellschaft, с 2001 г. — частного банка Hauck & Aufhäuser, с 2002 г. — ирландского банка DePfa Bank plc, а после его поглощения в 2008 г. — в Hypo Real Estate Group. В конце марта 2004 г. он стал председателем наблюдательного совета и комитета акционеров Hauck & Aufhäuser. До 2 апреля 2008 г. был членом наблюдательного совета DWS Investment GmbH. В сентябре 2006 г. British Times сообщила, что он обсуждал вопрос о должности главы Банка Ватикана.
В октябре 2008 г. канцлер Ангела Меркель во время своего выступления в бундестаге по «Закону о стабилизации финансового рынка (FMStG)» заявила, что попросила Ганса Титмайера возглавить группу экспертов по выработке новых правил для финансовых рынков. Эта инициатива была отвергнута не только оппозиционными партиями, но также и партнером по коалиции — СДПГ, поскольку экс-глава Бундесбанка, входивший на тот момент в состав наблюдательного совета Hypo Real Estate, считался причастным к кризису банка. В результате Титмайер отказался от предложенной канцлером должности и вскоре вышел из состава наблюдательного совета Hypo Real Estate.
Являлся членом научного консультативного совета Папского Centesimus Annus Pro Pontifice (CAPP) и членом Папской академии общественных наук. Входил в состав жюри Вестфальской премии мира. Был членом Совета Католического университета Айхштетт-Ингольштадт и сопредседателем Фонда Фридриха Августа фон Хайека, а также почетным членом Католической студенческой ассоциации KStV Arminia Bonn.

## Спортивные достижения
В юности был активным игроком в настольный теннис. С клубом TTV Metelen в 1950 г. он поднялся в высшую лигу чемпионата Германии. В 1954 г. он перешел в клуб DJK Köln. В 1956 г. в составе команды Кельнского университета он был финалистом студенческого чемпионата ФРГ по футболу. Его брат Клеменс был одним из сильнейших спортсменов по настольному теннису в Германии 1950-х гг.

## Награды и звания
- Большой крест 1-й степени ордена «За заслуги перед Федеративной Республикой Германия» (1999)
- Большой крест ордена «За заслуги перед Итальянской Республикой» (2000).
- «Орден заслуг» федеральной земли Гессен (2001)
- Большой крест ватиканского ордена Святого Григория Великого (2011)

Лауреат медали им. Людвига Эрхарда за достижения в области социальной рыночной экономики (2000).
Почетный доктор по экономике Вестфальского университета имени Вильгельма в Мюнстере, Университета Мэриленда (США), Католического университета Айхштетт-Ингольштадт и французского Университета Парижа-Дофин. Почетный профессор экономики на экономическом факультете Галле-Виттенбергского университета.
Почетный гражданин Метелена.